# 美しい稲妻
「美しい稲妻」（うつくしいいなずま）は、日本の女性アイドルグループ・SKE48の楽曲。作詞は秋元康、作曲は福田貴史が担当した。2013年7月17日に、SKE48の12作目のシングルとしてavex traxから発売された。楽曲のセンターポジションは松井珠理奈と松井玲奈が務めた。

## 背景とリリース
前作「チョコの奴隷」から約半年ぶりで、2013年2枚目のシングル。TYPE-A、TYPE-B、TYPE-C、劇場盤の4形態でのリリース。
「美しい稲妻」は、2013年6月8日に日産スタジアムで開催されたAKB48グループのコンサート『AKB48スーパーフェスティバル〜日産スタジアム、小（ち）っちぇ!小（ち）っちゃくないし!!』で初披露された。この曲を歌う選抜メンバーは、前作から4人が入れ替わった。新土居沙也加・古畑奈和が初選抜。大場美奈がSKE48名義で初選抜。木下有希子は「オキドキ」以来約1年8か月ぶりの選抜復帰。前作の選抜メンバーは、2013年4月28日をもって兼任解除となった北原里英と同年5月6日に卒業した小木曽汐莉・秦佐和子・矢神久美を除いた12人が本作でも選抜されている。
カップリング曲はSKE48のシングルでは最も多い7曲が収録されている。各タイプに2013年4月13日に発表された新編成チームの曲が収録されていて、TYPE-AはチームSの「JYURI-JYURI BABY」、TYPE-BはチームKIIの「2人だけのパレード」、TYPE-CはチームEの「シャララなカレンダー」、劇場盤は研究生の「夕立の前」となっている。また、2作品ぶりとなった「セレクション8」はこれまでと異なり『週刊プレイボーイ』のグラビア企画"出口陽セレクション8"のメンバーが「スルー・ザ・ナイト」を歌っている。さらに、ボートピア名古屋とのタイアップ企画で編成された「ボートピア選抜」が歌う「青春の水しぶき」、日本テレビのSKE48冠番組『SKE48のマジカル・ラジオ3』内のバンド「マジカルバンド」が歌う「バンドをやろうよ」も、それぞれ収録されている。
キャッチコピーは「キミに触れた時、僕は稲妻に打たれた」。
CDの封入特典として、初回生産分には全国握手会参加引換券およびSKE48リクエストアワー2013（タイトル仮）投票券が各1枚と、全16種類ある生写真のうち1枚が付いた。

## 音楽性と批評
夏の稲妻をテーマに、男の立場から彼女への熱い気持ちを歌った曲。これまで昼間の快晴のイメージが多かったSKE48のこれまでの夏の曲とは異なり、夕暮れ時や夜をイメージした曲になっていて、MVもそのイメージで制作されているという。「CDジャーナル」によれば、この曲は哀愁のあるポップ歌謡で、短調で「大人びた」ボーカルでありながらも、速いテンポの曲になっている。

## アートワーク
| TYPE-A 表 | 大矢真那・新土居沙也加・松井珠理奈・向田茉夏・矢方美紀           |
| TYPE-A 裏 | チームSメンバー16人                                              |
| TYPE-B 表 | 石田安奈・大場美奈・古川愛李・古畑奈和・松井玲奈                 |
| TYPE-B 裏 | チームKIIメンバー15人                                            |
| TYPE-C 表 | 木﨑ゆりあ・須田亜香里・高柳明音・木下有希子・木本花音・菅なな子 |
| TYPE-C 裏 | チームEメンバー16人                                              |
| 劇場盤 表 | 「美しい稲妻」選抜メンバー                                       |
| 劇場盤 裏 |                                                                  |

ジャケット写真が初回生産限定盤と通常盤ではデザインが異なっている（割り振りは同じ）。

## チャート成績
「美しい稲妻」のシングルCDは、2013年7月29日付オリコン週間シングルチャートにおいて初登場で1位にランクインした。同チャートにおけるSKE48のシングルの1位獲得は8作連続・通算8作目となった。初動売上は約51万1000枚となり、SKE48のシングルでは「キスだって左利き」から3作連続で初動売上が50万枚を突破した。女性アーティストにおけるシングルの3作連続での初動50万枚突破は、AKB48に続く史上2組目である。
同チャートでは翌週の8月5日付でも1位となり、2週連続での1位を達成した。シングルの2週連続1位はSKE48にとって初であり、SKE48の属するAKB48グループの関連シングルとしても初となった。同チャート全体でみると2011年4月4日付・11日付におけるマキシマムザホルモン「グレイテスト・ザ・ヒッツ 2011〜2011」以来約2年4か月ぶりであり、女性グループに限れば2001年1月29日付・2月5日付におけるミニモニ。「ミニモニ。ジャンケンぴょん!/春夏秋冬だいすっき!」以来約12年半ぶりである。登場2週目における売上は約9万5000枚となり、累積売上は約60万5000枚に達した。

## ミュージック・ビデオ
ミュージック・ビデオは"SEXY"や"WILD"をテーマにしたもので、「かっこいい」仕上がりの中に「女性らしい」振りを取り入れたものになっているという。衣装はカラフルで鮮やかなもので、夜の砂場、海、岩、ガジュマルの樹の前で踊るシーンなどで構成されている。ダンスシーンでは、メンバーの周りでファイヤーダンスが行われるカットもある。ダンスは民俗舞踊をベースとし、ジャズダンスにも似たものになっていて、鳥などをイメージした野生的な手の振り、腰を使ったり体をウェーブさせたりする振りが用いられている。沖縄県国頭郡本部町備瀬の「ワルミ」や同町山里の「アーチガジュマル」などで撮影された。
「JYURI-JYURI BABY」のミュージック・ビデオは千葉県君津市人見のアクアマリンスタジオで撮影された。俳優の袴田吉彦が「悪魔」役として出演している。
「2人だけのパレード」のミュージック・ビデオは静岡県静岡市清水区三保の三保飛行場の滑走路で撮影された。
「シャララなカレンダー」のミュージック・ビデオは茨城県水戸市堀町の水戸市立西部図書館で撮影された。

## メディアでの使用
「美しい稲妻」は、GMOクリック証券『競泳日本代表応援CM（2013）』男子篇、『競泳日本代表応援CM（2013）』女子篇のCMソングとして使用されている。

## カバー
「美しい稲妻」は"Utsukushii Inazuma - Kilat yang Indah -"のタイトルでJKT48にカバーされており、2014年6月発売の6thシングル"Gingham Check"にも収録されている。

## シングル収録トラック

### TYPE-A
| #         | タイトル                              | 作詞      | 作曲           | 編曲      | 時間  |
| --------- | ------------------------------------- | --------- | -------------- | --------- | ----- |
| 1.        | 「美しい稲妻」                        | 秋元康    | 福田貴史       | 佐々木裕  | 4:45  |
| 2.        | 「JYURI-JYURI BABY」(Team S)          | 秋元康    | Zenith         | 若田部誠  | 3:16  |
| 3.        | 「スルー・ザ・ナイト」(セレクション8) | 秋元康    | フジノタカフミ | 増田武史  | 4:05  |
| 4.        | 「美しい稲妻 off vocal」              |           |                |           |       |
| 5.        | 「JYURI-JYURI BABY off vocal」        |           |                |           |       |
| 6.        | 「スルー・ザ・ナイト off vocal」      |           |                |           |       |
| 合計時間: | 合計時間:                             | 合計時間: | 合計時間:      | 合計時間: | 24:15 |

| #  | タイトル                                                       | 作詞 | 作曲・編曲 |
| -- | -------------------------------------------------------------- | ---- | ---------- |
| 1. | 「美しい稲妻 Music Video」                                     |      |            |
| 2. | 「JYURI-JYURI BABY Music Video」                               |      |            |
| 3. | 「特典映像I「SKE48チーム対抗!稲妻!ガチクッキングバトル」前編」 |      |            |

### TYPE-B
| #         | タイトル                           | 作詞      | 作曲         | 編曲           | 時間  |
| --------- | ---------------------------------- | --------- | ------------ | -------------- | ----- |
| 1.        | 「美しい稲妻」                     | 秋元康    | 福田貴史     | 佐々木裕       | 4:46  |
| 2.        | 「2人だけのパレード」(Team KII)    | 秋元康    | 小澤正澄     | 野中“まさ”雄一 | 3:54  |
| 3.        | 「青春の水しぶき」(ボートピア選抜) | 秋元康    | つじたかひろ | 武藤星児       | 5:01  |
| 4.        | 「美しい稲妻 off vocal」           |           |              |                |       |
| 5.        | 「2人だけのパレード off vocal」    |           |              |                |       |
| 6.        | 「青春の水しぶき off vocal」       |           |              |                |       |
| 合計時間: | 合計時間:                          | 合計時間: | 合計時間:    | 合計時間:      | 27:21 |

| #  | タイトル                                                        | 作詞 | 作曲・編曲 |
| -- | --------------------------------------------------------------- | ---- | ---------- |
| 1. | 「美しい稲妻 Music Video」                                      |      |            |
| 2. | 「2人だけのパレード Music Video」                               |      |            |
| 3. | 「特典映像II「SKE48チーム対抗!稲妻!ガチクッキングバトル」中編」 |      |            |

### TYPE-C
| #         | タイトル                             | 作詞      | 作曲      | 編曲           | 時間  |
| --------- | ------------------------------------ | --------- | --------- | -------------- | ----- |
| 1.        | 「美しい稲妻」                       | 秋元康    | 福田貴史  | 佐々木裕       | 4:46  |
| 2.        | 「シャララなカレンダー」(Team E)     | 秋元康    | MIKOTO    | 早川暁雄       | 4:20  |
| 3.        | 「バンドをやろうよ」(マジカルバンド) | 秋元康    | 粟津彰    | 野中“まさ”雄一 | 4:59  |
| 4.        | 「美しい稲妻 off vocal」             |           |           |                |       |
| 5.        | 「シャララなカレンダー off vocal」   |           |           |                |       |
| 6.        | 「バンドをやろうよ off vocal」       |           |           |                |       |
| 合計時間: | 合計時間:                            | 合計時間: | 合計時間: | 合計時間:      | 28:09 |

| #  | タイトル                                                         | 作詞 | 作曲・編曲 |
| -- | ---------------------------------------------------------------- | ---- | ---------- |
| 1. | 「美しい稲妻 Music Video」                                       |      |            |
| 2. | 「シャララなカレンダー Music Video」                             |      |            |
| 3. | 「特典映像III「SKE48チーム対抗!稲妻!ガチクッキングバトル」後編」 |      |            |

### 劇場盤
| #  | タイトル                     | 作詞   | 作曲     | 編曲           | 時間 |
| -- | ---------------------------- | ------ | -------- | -------------- | ---- |
| 1. | 「美しい稲妻」               | 秋元康 | 福田貴史 | 佐々木裕       | 4:46 |
| 2. | 「夕立の前」(研究生)         | 秋元康 | 小網準   | 野中“まさ”雄一 |      |
| 3. | 「SKE48 12th Single Medley」 |        |          |                |      |
| 4. | 「美しい稲妻 off vocal」     |        |          |                |      |
| 5. | 「夕立の前 off vocal」       |        |          |                |      |

## 選抜メンバー
- 石田安奈
- 大場美奈
- 大矢真那
- 木﨑ゆりあ
- 木下有希子
- 木本花音
- 菅なな子
- 須田亜香里
- 高柳明音
- 新土居沙也加
- 古川愛李
- 古畑奈和
- 松井珠理奈
- 松井玲奈
- 向田茉夏
- 矢方美紀